# Bestick
Bestick är en uppsättning redskap som oftast förvaras tillsammans i ett fodral eller låda, till exempel ritbestick. Ett bords- eller matbestick är en sats med kniv (bordskniv), gaffel och sked som används vid en måltid.
Matsilverbestick, bordssilver, kan vara både vackra och praktiska och är en viktig del av bordsdukningen. Det finns olika typer av matsilver såsom matbestick, salladsbestick och andra uppläggningsbestick med en mängd olika modeller designade av olika konstnärer.

## Bildgalleri

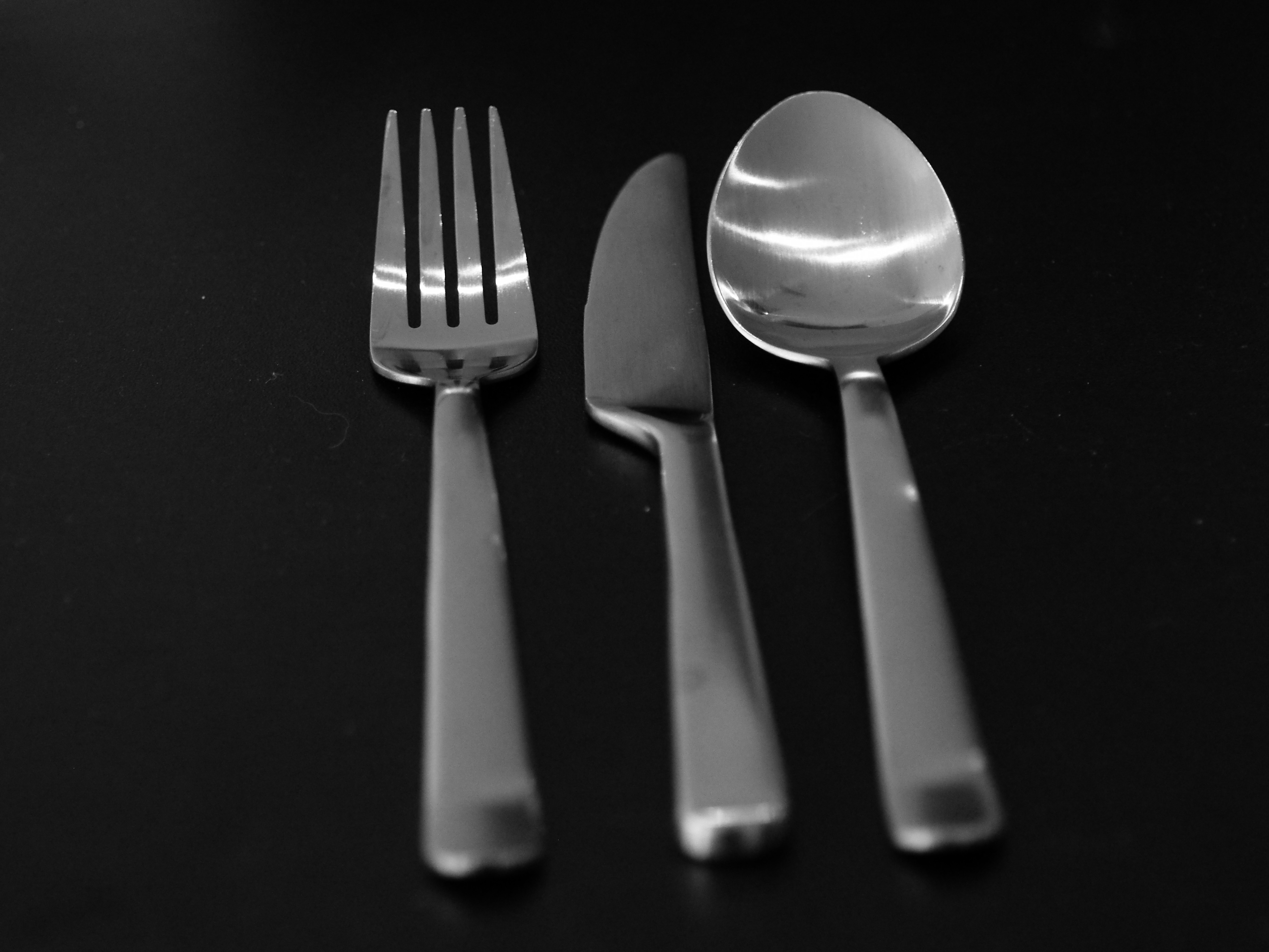
matbestick - gaffel, kniv och sked.
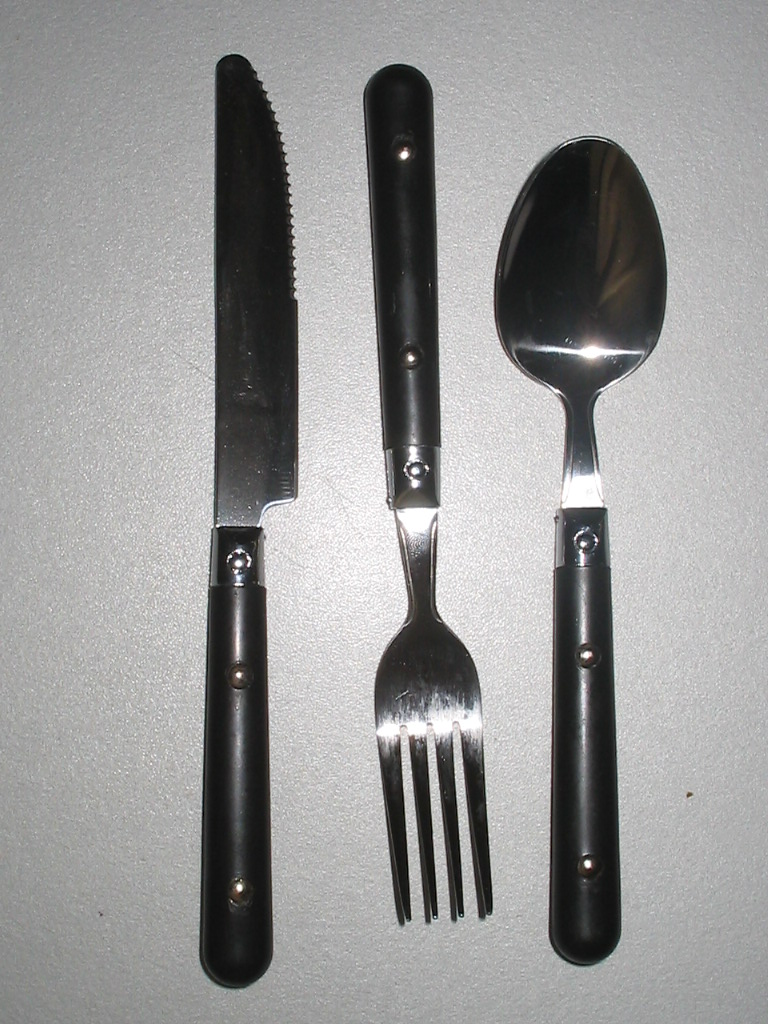
Matbestick.
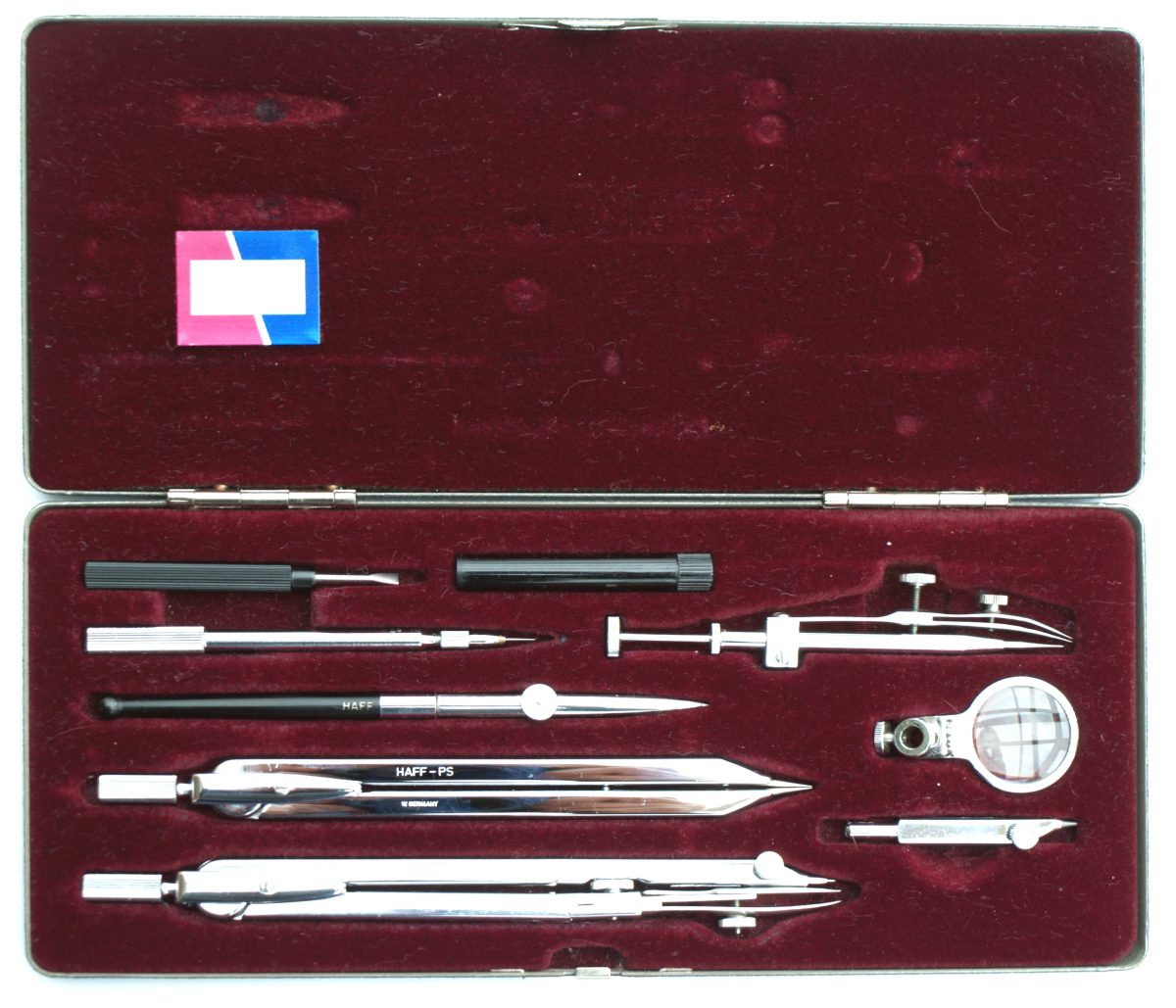
Ritbestick.
Bestick, 1700-tal.
Bestick med etui.
Matsilver, bestick.
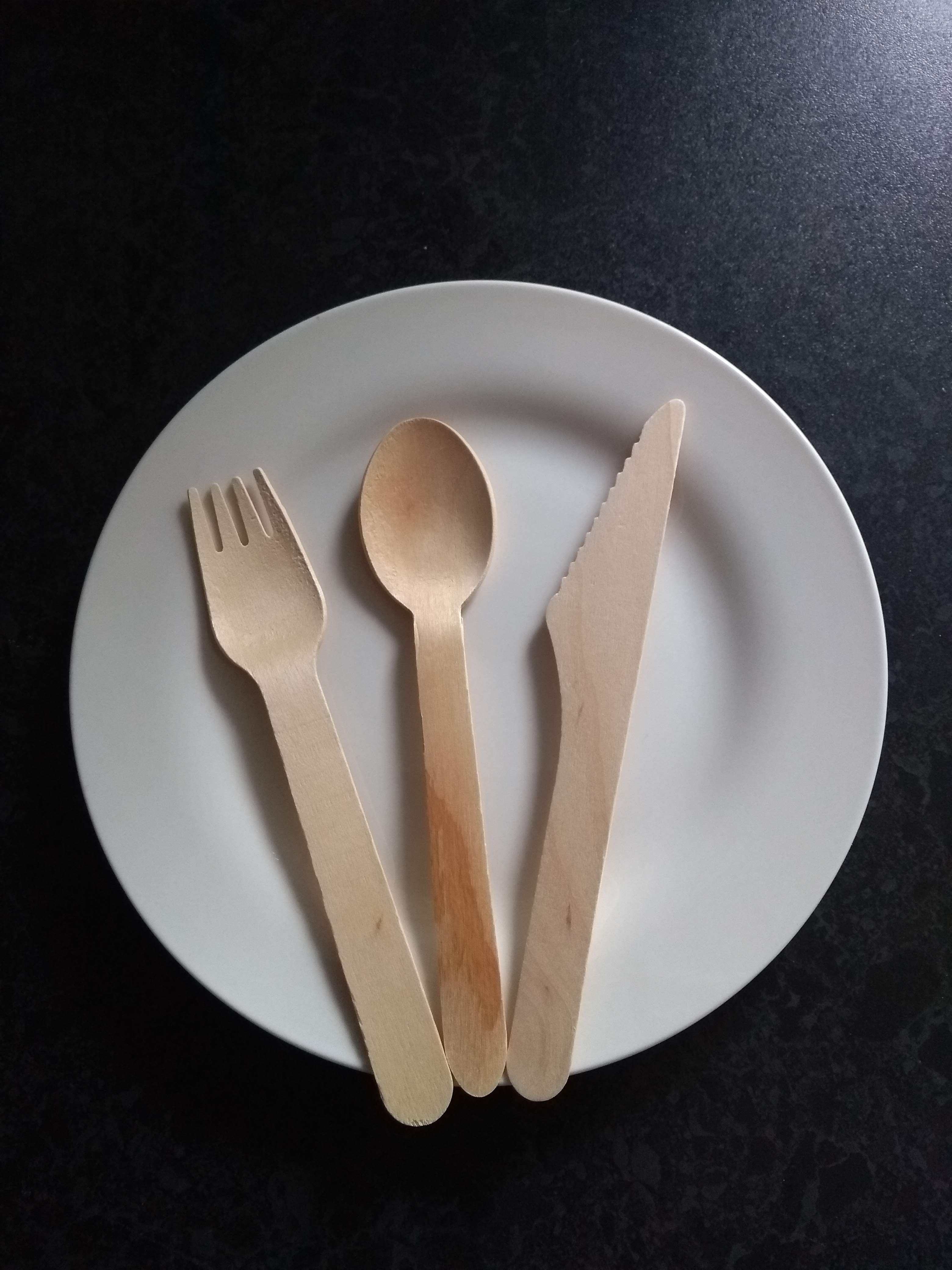
Engångsbestick i trä på en tallrik.